# Miquel Cerdanya
Miquel Cerdanya   () o de Cerdanya (segles XV-XVI), fill de Joan Cerdanya i Caterina, va ser un orguener i un "verguer"català actiu a principis del segle XVI.

## Biografia
Provenia d’una família d’orgueners establerta a Barcelona, i el seu pare va participar en la construcció de l’orgue de Santa Maria de Barcelona l’any 1540. L’any 1511, Cerdanya era clergue, però en 1524 es documenta com a casat i veí de Barcelona. Cerdanya és considerat un dels grans exponents de l’inici de l’escola orguenera catalana, juntament amb Miquel Narcís, una escola sorgida de la consolidació de l'orgue gòtic.
Es creu que va ser el responsable de la construcció del tercer orgue de la catedral de Girona l'any 1505. Aquesta informació resulta contradictòria, ja que consta que la seva activitat com a mestre orguener va començar a partir de 1510 i va continuar fins a la seva mort, ocorreguda després de signar el seu testament el 2 de desembre de 1544 a Barcelona [1]. El que sí que és segur és que el juny de 1527, el capítol de Girona va contactar amb ell per dur a terme diverses reparacions en els instruments de la catedral.
A més d’aquestes intervencions, Cerdanya va exercir com a mestre orguener en diversos llocs, com el convent dels Predicadors de Barcelona des del 10 de desembre de 1510 i el convent de Caldes de Montbui, on va signar un contracte el 7 de novembre de 1516. Va construir ans per a diverses esglésies i monestirs, entre els quals destaquen l’església de Sant Martí de Pertegàs (1516), el convent de les Jerònimes de Barcelona (1517), les esglésies de Sant Iscle de Bàscara (1518) i Terrassa (1520), el convent de frares menors de Tarragona (1528) i la capella de Nostra Senyora de Gràcia de Puigcerdà (1531), entre d'altres.
Entre les intervencions de construcció i restauració d’orgues més destacades en què Cerdanya va ser responsable, cal esmentar llocs de gran rellevància com la catedral de Barcelona (1518, 1521, 1527, 1531, 1533), la ja mencionada catedral de Girona (1527), les esglésies de Santa Maria del Mar de Barcelona (1518, 1540) i Sant Boi de Llobregat (1518), així com els monestirs de Montalegre de Barcelona (1520) i Sant Cugat del Vallès (1523-1525). Va construir l'últim dels seus orgues per a l’església de Jesús de Barcelona, on va morir mentre treballava en aquest projecte.